# SN 2002fs
SN 2002fs – supernowa typu Ia odkryta 3 września 2002 roku w galaktyce A225400+1439. W momencie odkrycia miała maksymalną jasność 20,10m.